# 타이타닉 (미니시리즈)
타이타닉(Titanic)은 캐나다에서 제작된 로버트 라이버먼 감독의 1996년 미니시리즈이다. 피터 갤러거 등이 주연으로 출연하였고 록키 랭 등이 제작에 참여하였다.

## 출연

### 주연
- 피터 갤러거
- 조지 C. 스콧
- 캐서린 제타 존스

### 조연
- 에바 마리 세인트
- 팀 커리
- 로저 리스
- 할리 제인 코작
- 마릴루 헨너
- 마이크 도일

## 제작진
- 협력프로듀서: 스콧 J. 켈리
- 미술: 크리스티안 와게너
- 의상: 조 I. 톰킨스
- 의상: 조리 우드만
- 배역: 게리 M. 주커브로드